# Tritsen Nam
Tritsen Nam (em tibetano: ཁྲི་བཙན་ནམ; Wylie: khri-btsan-nam, chines: 赤赞南) foi o 25º Rei de Bod (Tibete) de acordo com a tradição lendária tibetana e o segundo dos chamados cinco reis severos cujos nomes continham o fonema Tsen (severo, grupo que reinou até 493).

## Vida
Tritsen Nam pertencia à dinastia Yarlung que dominava a área do vale do Rio Bramaputra, chamado Yarlung Tsangpo no sul do Tibete,  na primeira metade do século VI. Seu pai era Detrin Tsen.